# Rhea Norwood
Rhea Margaret Norwood (3 de junio de 2001) es una actriz inglesa. Es conocida por su papel de Imogen Heaney en la serie para adolescentes de Netflix Heartstopper (2022-presente). También apareció en la película Consent de Channel 4.

## Primeros años y educación
Norwood nació el 3 de junio de 2001 en Kingston upon Thames. Se graduó de la Escuela de Teatro Bristol Old Vic en 2022 con una Licenciatura en Actuación Profesional.
Norwood fue diagnosticada con diabetes tipo 1 en 2022.

## Carrera
En 2021, Norwood audicionó en un casting abierto para la serie adolescente de Netflix Heartstopper y fue elegida para el papel de Imogen Heaney.
En 2023, Norwood interpretó el papel de Alice en el drama independiente Consent de Channel 4.

## Filmografía

### Cine
| Año  | Título                     | Papel | Notas        |
| ---- | -------------------------- | ----- | ------------ |
| 2022 | Killing Them With Kindness | Aimee | Cortometraje |
| TBA  | To the Girl I Once Knew    | Megan | TBA          |

### Televisión
| Año           | Título       | Papel         | Notas                          |
| ------------- | ------------ | ------------- | ------------------------------ |
| 2022-presente | Heartstopper | Imogen Heaney | Elenco principal, 14 episodios |
| 2023          | Consent      | Alice         | Película                       |

### Teatro
| Año  | Título                        | Papel  | Ubicación     | Notas |
| ---- | ----------------------------- | ------ | ------------- | ----- |
| 2022 | A Pigment Of Your Imagination | Violet | The Pleasance |       |